# Tajahuana
Tajahuana é um sítio arqueológico localizado no vale do rio Ica, perto de Ocucaje, no departamento de Ica, Peru. Pertence à cultura Paracas, de 700 a.C. a 200 a.C.. É um tipo de fortaleza construída no topo de uma elevação. Acredita-se que poderia ser a capital ou principal centro dos Paracas. 

## Contexto histórico
O período em que surgiu, o chamado Formativo Superior ou Horizonte Inicial foi marcado por uma mudança drástica nos padrões de assentamento. As aldeias localizadas nas planícies foram abandonadas e as aldeias localizadas nos topos das colinas ou em locais de fácil defesa surgiram. A razão para essa mudança é desconhecida, mas é provável que tenha ocorrido num contexto de guerra, que coincide com o fim da influência Chavín na área andina e o surgimento de culturas localizadas.  

## Descrição
Tajahuana era uma cidade fortificada erguida no topo de uma rocha de fácil defesa . Como fortaleza, tinha duas formas de proteção: uma grande muralha e um fosso seco. Suas ruínas estão espalhadas por uma área de 30 hectares. Nas suas fundações utilizou-se pedra macia do local e lama. As casas foram erguidas como grupos de recintos aglutinados. Não restaram vestígios de seus telhados. Algumas áreas têm paredes e terraços grossos. No centro e dominando o conjunto, ergue-se uma pirâmide que poderia ser um templo. 